# Julie Marques Abreu
Julie Marques Abreu (* 6. August 2004) ist eine luxemburgische Fußballspielerin.

## Karriere

### Vereine
Die Stürmerin begann in Wintger im Kanton Clerf für die Association Sportive Wincrange mit dem Fußballspielen und rückte zur Saison 2018/19 in die erste Mannschaft auf, für die sie bis Saisonende 2020/21 17 Punktspiele in der Dames Ligue 1, der höchsten Spielklasse im luxemburgischen Frauenfußball, bestritt und 24 Tore erzielte. Ob der guten Leistungen, nahm sie das Angebot wahr, erstmals im Ausland Fußball zu spielen. Am 9. Juli 2021 nahm der belgische Erstligist Standard Lüttich sie zur Saison 2021/22 unter Vertrag. Aufgrund diverser Verletzungen bestritt sie bis zur Winterpause lediglich fünf Punktspiele. Ihr Debüt gab sie am 5. November 2021 (8. Spieltag) beim 4:1-Sieg im Auswärtsspiel gegen die Frauenfußballabteilung des KRC Genk als Einwechselspielerin in der 73. Minute. Immerhin erzielte sie ein Tor, das ihr am 9. November 2021 (9. Spieltag) beim 3:1-Sieg im Heimspiel gegen die Frauenfußballabteilung des Royal Charleroi Sporting Club mit der 1:0-Führung in der 25. Minute gelang.
Zur Rückrunde der Saison 2021/22 spielte sie nach ihrer Rückkehr aus Belgien für die Spielgemeinschaft Wintger/Wiltz und kam bis zum Saisonende 2022/23 in 26 Punktspielen zum Einsatz, in denen sie 14 Tore erzielte. Seit der Saison 2023/24 spielt sie für die Young Boys Diekirch.

### Nationalmannschaft
Noch nicht 15 Jahre alt, debütierte Marques Abreu in der A-Nationalmannschaft, die am 21. Juni 2019 in Bettembourg das in Freundschaft ausgetragene Länderspiel gegen die Nationalmannschaft Andorras mit 2:1 gewann; sie griff mit Einwechslung in der 71. Minute ins Spielgeschehen ein.
Bis zum 27. Oktober 2023 bestritt sie weitere sechs Freundschaftsländerspiele sowie zehn WM-Qualifikationsspiele und ein Spiel in der Gruppe 2 der Liga C in der Nations League. Ihr erstes Länderspieltor erzielte sie am 11. April 2021 in Eschen beim 2:1-Sieg im Freundschaftsspiel gegen die Nationalmannschaft Liechtensteins.